# Plaza de España (Madrid)
La plaza de España es un amplio espacio ajardinado de la ciudad de Madrid situado en el barrio de Argüelles, en el extremo sureste del distrito Moncloa-Aravaca. En su centro se encuentra una fuente monumental dedicada a Miguel de Cervantes. Hace de eje continuador uniendo la Gran Vía con la calle de la Princesa. Hasta poco antes de la construcción de la Gran Vía esta plaza se denominaba «plaza de San Marcial». Entre los edificios circundantes destacan, por su altura, la Torre de Madrid y el edificio España, además de un exponente del modernismo madrileño como la Casa Gallardo y el edificio de la Compañía Asturiana de Minas, actual sede de la Consejería de Cultura.
Confluyen en la plaza, además de la Gran Vía, las calles de Princesa, Leganitos, Bailén, Ferraz y la Cuesta de San Vicente. Con una superficie de unos 36 900 m², se encuentra entre las mayores plazas del país.

## Nombre
Fue conocida como «plaza de San Marcial» hasta el derribo del cuartel de San Gil y el consiguiente replanteamiento urbanístico del espacio a comienzos del siglo XX, reforma tras la cual pasaría a recibir el nombre de «plaza de España». A la plaza, que aparecía como un camino sin nombre en los planos de Texeira (1656) y de Espinosa (1769), durante un tiempo se la conoció como «Prado de Leganitos».

## Historia
Cuando en 1561, Felipe II trasladó la Corte desde Toledo a Madrid, la zona de la actual plaza de España estaba en gran parte poblada de huertas que se regaban con el arroyo de Leganitos, que nacía en la vecina fuente de Leganitos. En el plano de Texeira de 1656, aparece dentro de la cerca construida por Felipe IV.
Carlos III compró para los frailes del antiguo convento de San Gil, situados entonces al lado del Palacio Real, un área para construir el convento de Gilitos, al que deberían trasladarse. La obra se realizó según planos del arquitecto Manuel Martín Rodríguez, pero nunca llegó a ser habitado por los monjes. En su lugar, José Bonaparte instaló allí el cuartel de San Gil, en principio, de guardias de Corps, al que se le añadirían más adelante caballerizas, pasando a ser cuartel de caballería y más tarde de artillería.

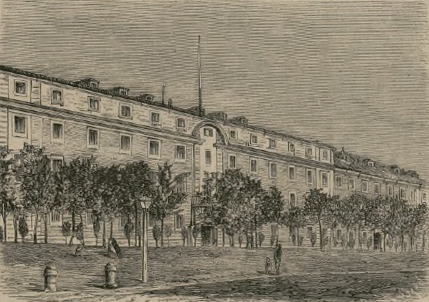
Cuartel de San Gil (1876)

Tras largos debates a lo largo del siglo XIX sobre el ensanche de Madrid, se derribó el cuartel de San Gil entre 1908 y 1909. Esta y otras actuaciones dieron como fruto que fuera aprobado el anteproyecto de formación de la plaza de España en 1909 y el proyecto definitivo de la misma, en 1911.
En 1915 se convocó un concurso para diseñar un monumento a Cervantes. La propuesta de Martínez Zapatero y Coullaut-Valera fue la vencedora y la estatua fue inaugurada en 1929.
Durante la batalla de Madrid de la guerra civil española, la plaza fue utilizada militarmente debido a su cercanía al Cuartel de la Montaña y a la ciudad universitaria. Se tiene constancia de que se utilizaron las zonas ajardinadas para instalar cañones y piezas de artillería compradas por el Gobierno republicano a la Unión Soviética, usados previamente en la Primera Guerra Mundial. De igual forma, los espacios abiertos restantes se emplearon para la excavación de trincheras, construcción de barricadas y el cultivo de vegetales para alimentar a los defensores. El uso militar de los republicanos unido a los bombardeos de los sublevados dejaron la plaza en un estado pésimo al finalizar el conflicto.
En los años 1950 se comenzó a desarrollar un urbanismo novedoso y singular en la plaza de España, con la construcción de sus edificios más emblemáticos: el Edificio España y la Torre de Madrid, que durante unos años se erigió como el edificio de hormigón más alto del mundo. 
Con el proceso de deterioro económico, social y político del inicio del siglo XXI, varios de los edificios de la plaza de España se abandonaron o fueron okupados y convertidos en viviendas irregulares. Estos edificios fueron derribados en 2016 y en su lugar se levantó un hotel de 5 estrellas. Igualmente, la Torre Madrid y el Edificio España inauguraron centros hoteleros en sus instalaciones durante estos años, lo cual comenzó a dar un nuevo enfoque al paisaje urbano de la plaza.
En 2017 se aprobó un proyecto de reforma de la plaza de España. Fue seleccionado mediante un proceso participativo en el que participaron 212 000 ciudadanos, de los que el 52,19 % votó por esta propuesta. Las obras comenzaron en 2019 y se terminaron en noviembre de 2021. El nuevo diseño unió la plaza de España con las zonas verdes de la plaza de Oriente, los jardines de Sabatini, el Campo del Moro, el Templo de Debod, Madrid Río y la Casa de Campo, facilitando la movilidad peatonal y ciclista entre estas zonas. Esto se consiguió soterrando el paso elevado de la calle Bailén sobre la cuesta de San Vicente. Durante las obras, se impermeabilizó el aparcamiento de plaza de España y se encontraron los restos arqueológicos de dos plantas subterráneas de un ala demolida del palacio del Marqués de Grimaldi. Estos restos se preservaron y se integraron en el proyecto.

## Edificios

### Torre de Madrid

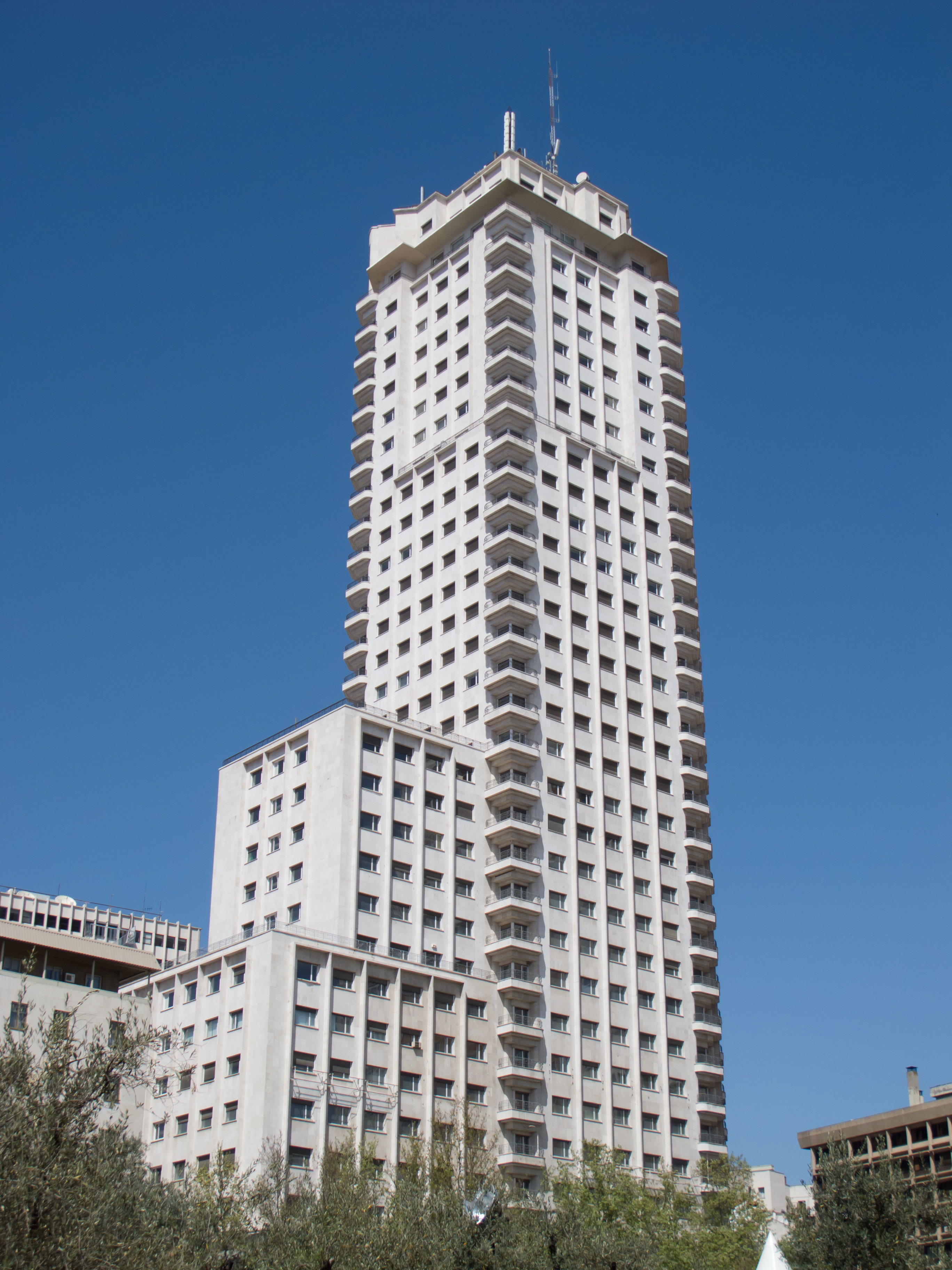
Torre de Madrid

El espacio que ocupa la plaza de España de Madrid está rodeado por algunos de los más altos edificios de la capital española. Uno de ellos es la Torre de Madrid, que fue en su momento el más alto de la ciudad. Construido entre 1954 y 1957, su altura alcanza los 142 metros, siendo visible, por ejemplo, desde el Palacio Real.
Está situado en una de las esquinas de plaza de España (en el inicio de la calle Princesa). Esta obra es de los hermanos Otamendi Machimbarrena, a los que se le encargó su edificación poco después de haberse construido el Edificio España. En sus orígenes, el proyecto de los Otamendi contempló que el edificio albergara aproximadamente 500 tiendas, así como espaciosas galerías, un hotel, e incluso un cine. Sus obras se acabaron el 15 de octubre de 1957.
La Torre de Madrid fue durante unos años el edificio de hormigón más alto del mundo, y hasta el término de la torre de telecomunicaciones Torrespaña (1982), la construcción más alta de España. Asimismo, el edificio más alto de Europa hasta 1967, una década después de la conclusión de su primera fase, momento en que fue superada por la Tour du Midi (Bruselas, Bélgica), con sus 150 metros de altura.

### Edificio España

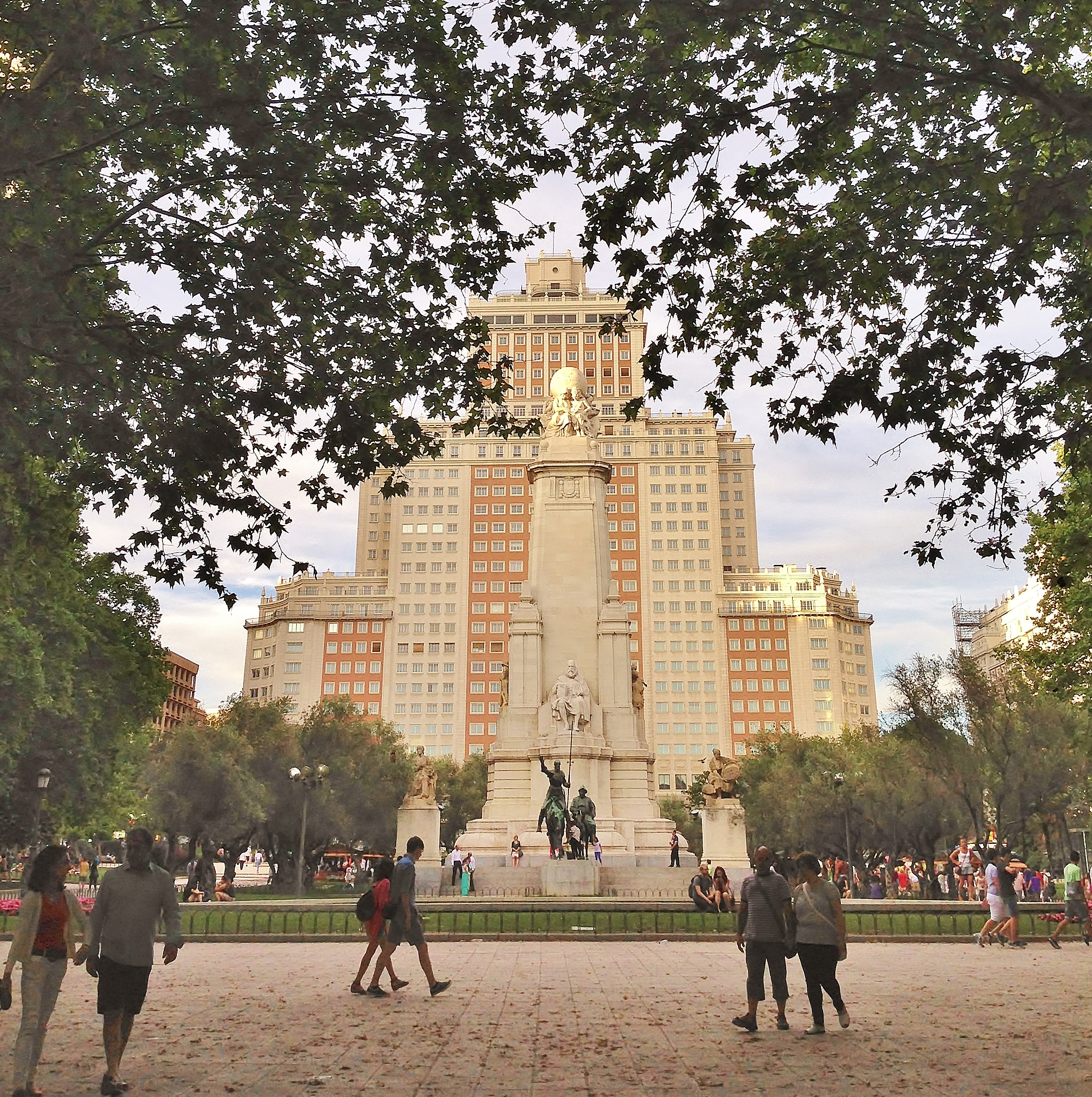
Jardines y Edificio España.

En los solares resultantes de la prolongación de la Gran Vía hasta la calle de la Princesa, se levantó el llamado "Edificio España", un conjunto arquitectónico que ocupa el frente de la plaza caracterizado por su silueta escalonada en cuatro alturas. Fue construido en 1953 y ocupa el octavo puesto de los edificios madrileños más altos. Cuenta con hasta 25 plantas y 117 metros de altura. Hasta 2006, el edificio albergaba un centro comercial, diversos apartamentos y viviendas de lujo, y algunas oficinas. Tras su venta por Metrovacesa al Banco de Santander en 2005 y un proceso de rehabilitación de la fachada, a la altura de 2012, el edificio se encontraba totalmente cerrado y sin uso previsto. Desde 2019 alberga un hotel ("Hotel Riu Plaza España").

### Casa Gallardo y Real Compañía Asturiana de Minas

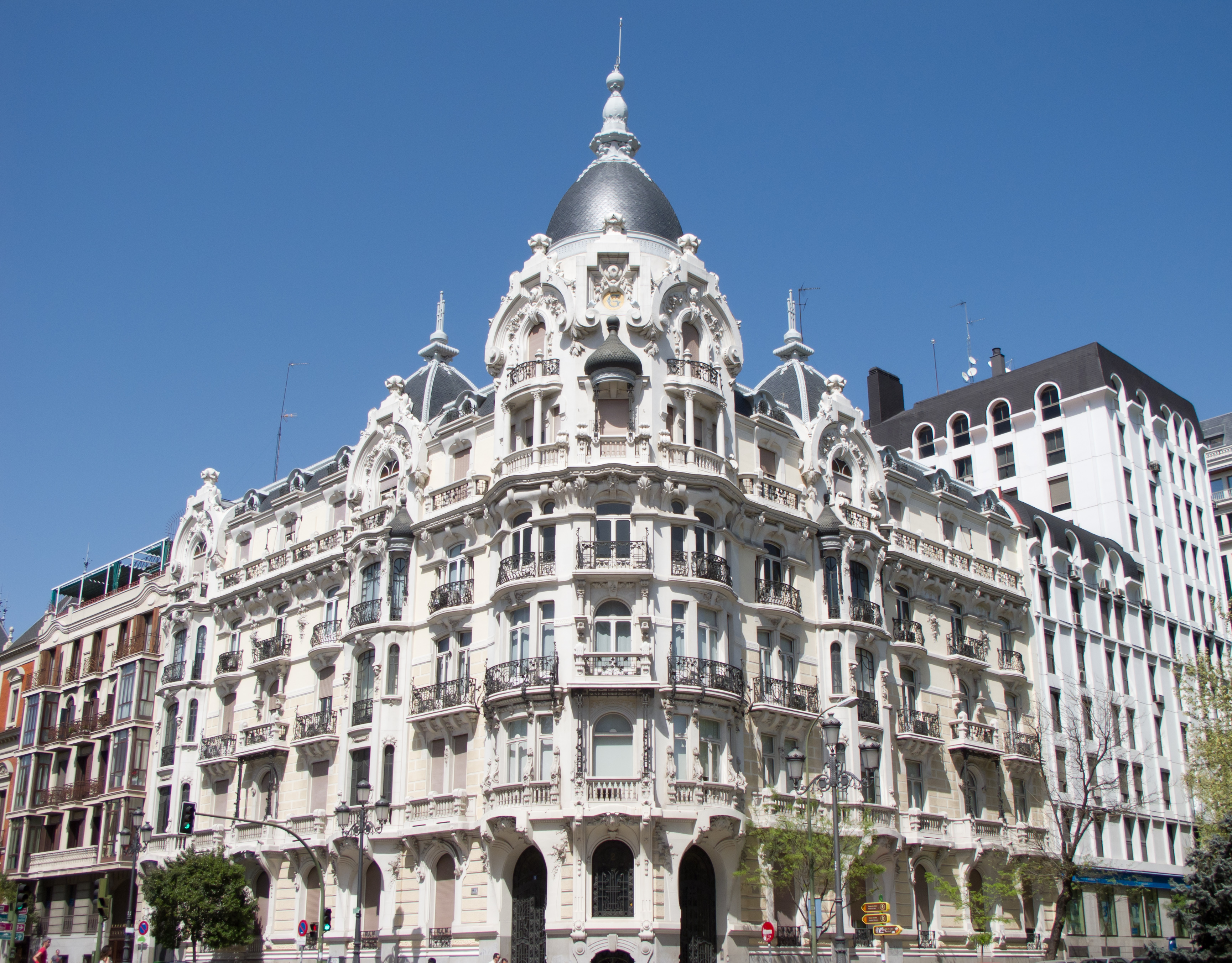
Casa Gallardo

Otro de los edificios más conocidos de plaza de España es la Casa Gallardo, uno de los ejemplos más destacados de la arquitectura modernista en Madrid. Esta obra de Federico Arias Rey está situada en otra de las esquinas de la céntrica plaza. En la esquina opuesta se sitúa el edificio de la Real Compañía Asturiana de Minas, complejo arquitectónico de gran belleza construido entre 1891 y 1899 por Manuel Martínez Ángel.

## Monumento a Miguel de Cervantes

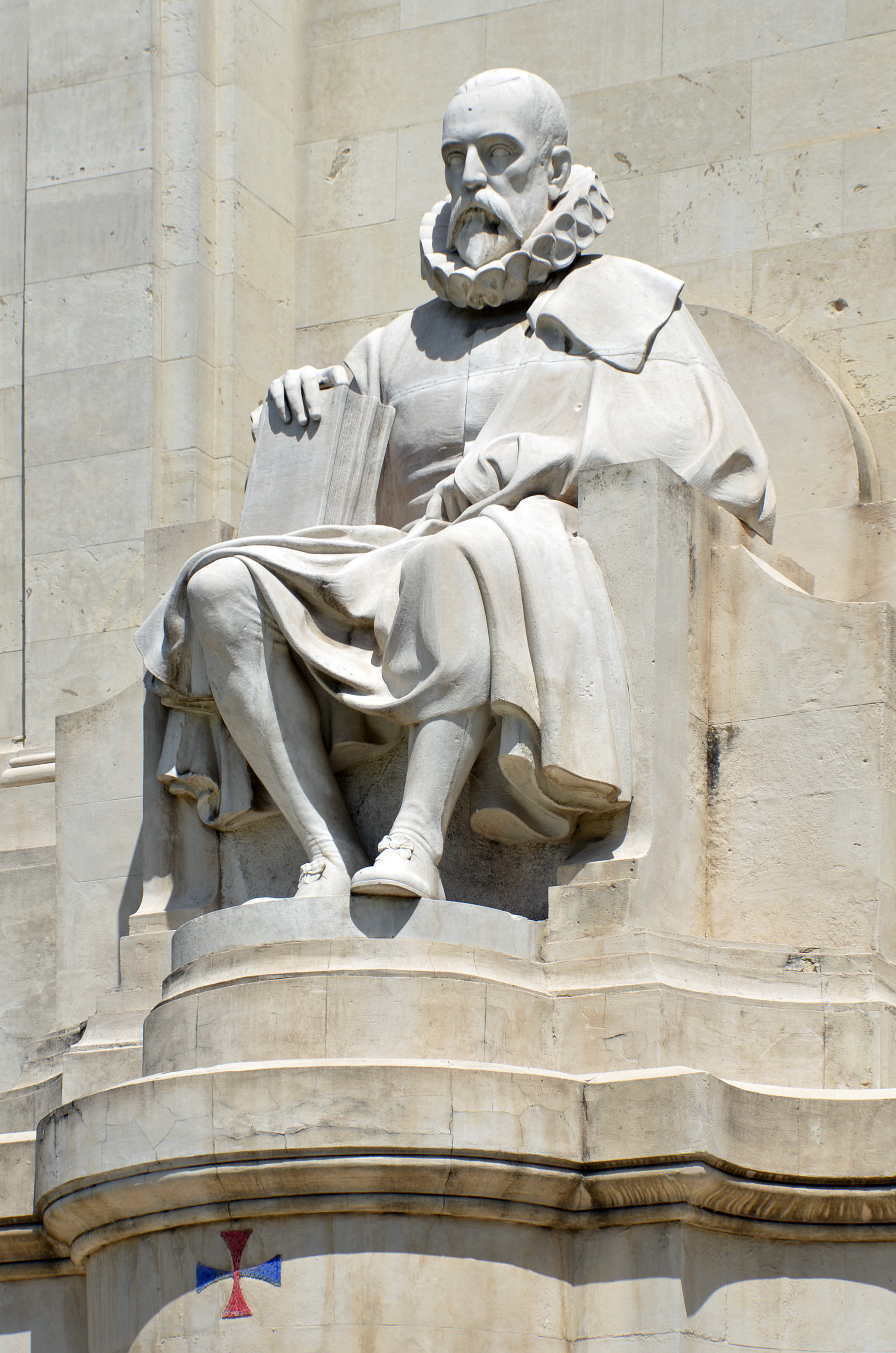
Miguel de Cervantes

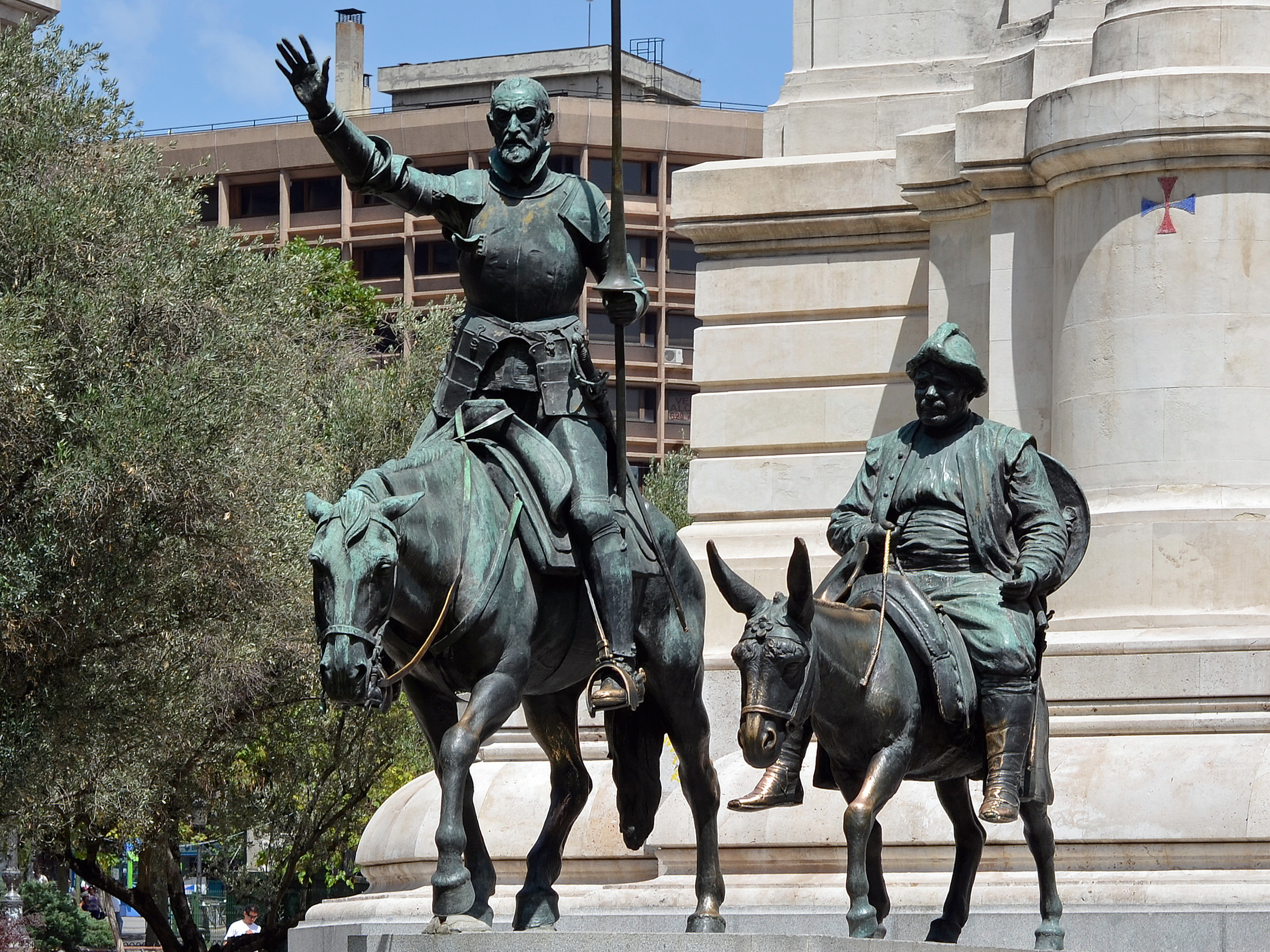
Don Quijote y Sancho Panza

Justo en el centro de la plaza se encuentra el monumento a Miguel de Cervantes, un conjunto escultórico que se realizó al mismo tiempo que la urbanización de la propia plaza. Alrededor del monumento se crearon una serie de espacios ajardinados para disfrute y descanso de los viandantes.
Enfrente de la estatua de Don Quijote y Sancho Panza, estaba ubicado un estanque de forma rectangular que formaba una de las vistas más típicas de la capital española, ya que justo detrás se veían la Torre de Madrid y el Edificio España, eliminado tras la reforma de la plaza en 2021. Inicialmente, las estatuas de Don Quijote y Sancho Panza estaban situadas, aproximadamente, en lo que era el centro del estanque, ya que este se realizó posteriormente. La parte constructiva del monumento está elaborada en granito, mientras que la parte escultórica se decidió realizar en piedra roja de Sepúlveda (y algunos añadidos en bronce).
Su realización fue llevada a cabo con motivo del tercer centenario de la publicación de la segunda parte del Quijote, en 1915, y que prosiguió con el centenario de la muerte del escritor (1616), en 1916. El autor del proyecto fue el arquitecto y escultor Rafael Martínez Zapatero, quién contó con la colaboración de Pedro Muguruza Otaño. Las esculturas añadidas fueron obra de Lorenzo Coullaut Valera.
Las figuras que componen este emblemático monumento tienen, por un lado, a un sentado Cervantes y en la base del monumento, y bajo los pies del escritor, se encuentran las estatuas de Don Quijote y Sancho Panza. El conjunto fue finalizado cuando se añadieron las figuras de Dulcinea y Aldonza Lorenzo, también personajes de la famosa novela cervantina. Aludiendo a la universalidad del Quijote, el monumento también contempla los cinco continentes, todos ellos leyendo la obra de Cervantes. Del otro lado y por encima de las fuentes, está representada la Literatura Española, vestida de época y sujetando un libro con su mano derecha. El árbol que predomina en el ajardinamiento de la plaza es el olivo, en homenaje a los campos manchegos en las andanzas de Don Quijote y Sancho.

## Alrededores

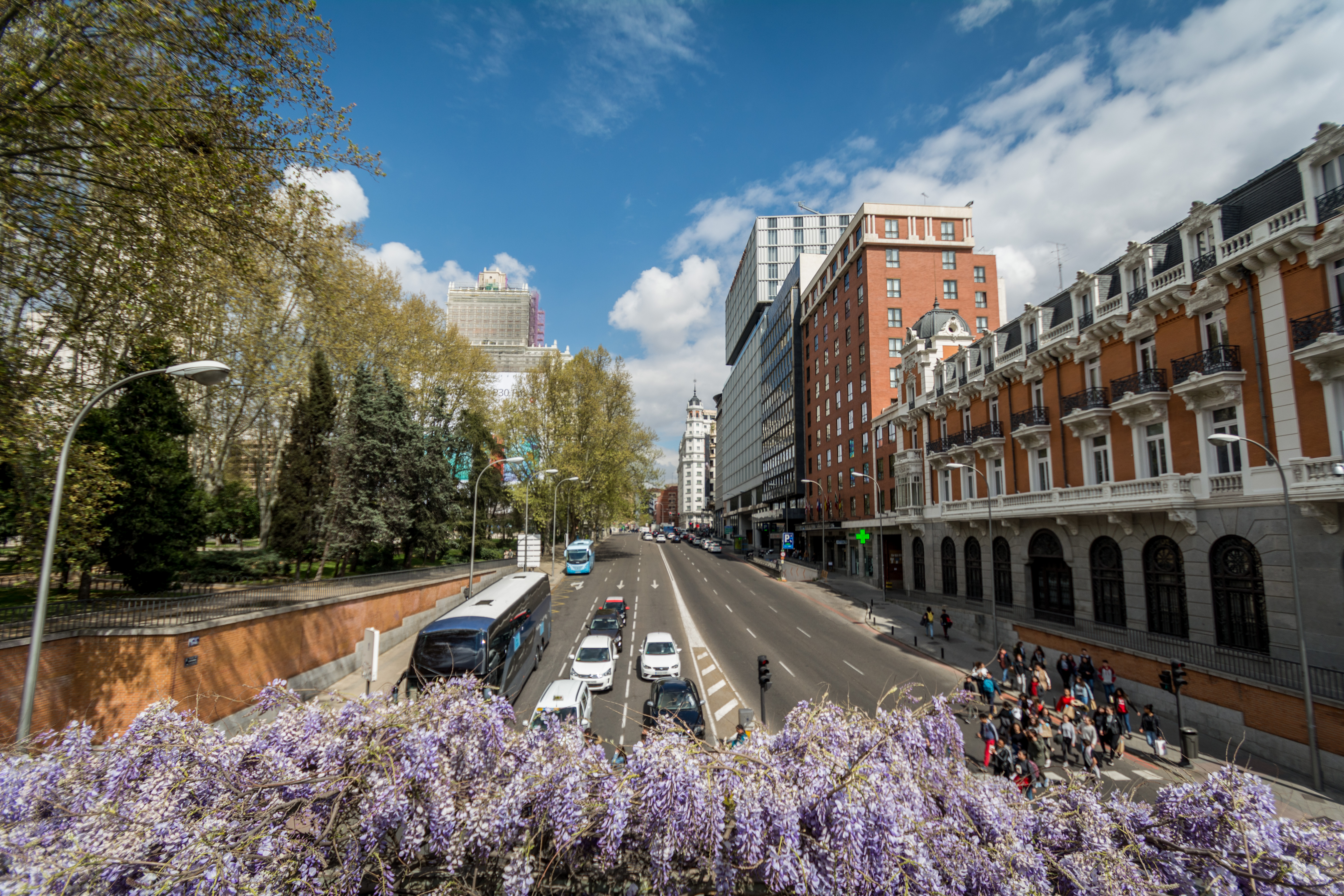
Lado sureste de la plaza, con la continuación de la Cuesta de San Vicente.

La plaza de España, al ser un cruce de caminos, cuenta con multitud de lugares de interés a su alrededor. Casi en el comienzo de la calle Princesa, se halla el Palacio de Liria, conjunto arquitectónico que pertenece a la casa de Alba y que cuenta con unos notables jardines. Muy cerca de allí, en la calle de Ferraz, se encuentra el Museo Cerralbo. A pocos metros del museo, se halla el Templo de Debod, un monumento funerario de origen egipcio que se trasladó a Madrid en 1970. También son de gran interés la Gran Vía, el edificio del Senado o la plaza de Oriente y el Palacio Real.

## Entretenimiento
La propia plaza carece de tiendas, restaurantes o lugares de ocio, más allá de una cafetería construida durante la última reforma. Sin embargo, se conservan varios complejos de minisalas de cine en sus proximidades, además de las salas y teatros de la vecina Gran Vía. En la plaza de los Cubos, detrás de la Torre de Madrid se encuentran algunos de los cines madrileños con mayor tradición en ofrecer filmes en versión original subtitulada (como los Alphaville -luego Golem-, Renoir o Princesa).